# 東横学園大倉山高等学校
東横学園大倉山高等学校（とうよこがくえんおおくらやまこうとうがっこう）とは、神奈川県横浜市にあった私立の女子高等学校。学校法人五島育英会を母体とする東横学園に属していた。2008年4月1日閉校。
所在地は、横浜市港北区太尾町12（現在は住居表示が実施され、港北区大倉山1丁目）。最寄り駅は東急東横線大倉山駅である。

## 概要
1940年（昭和15年）、高野平により大倉山女学校として創立される。
1943年（昭和18年）4月、学校法人大倉山学園の大倉山高等女学校となる。
1948年（昭和23年）、第二次世界大戦終戦後の学制改革により、大倉山女子高等学校となる。大倉山中学校・大倉山幼稚園も併設されていた。
1955年（昭和30年）、学校法人大倉山学園が学校法人五島育英会に合併され、校名が「東横学園大倉山高等学校」に改称され、1957年に東横学園大倉山高等学校として発足した。
発足以来、一学年2クラス、全校6クラスの小規模高校として主事正井兵次郎（後に校長）のもと、教職員一丸となって教育に取り組んだ。発足当初の校長は東横学園短大の学長が兼務し、実質的には主事が校長の役割を務めていた。
団塊の世代が入学する1960年代後半の高校生急増期でも、全校生徒数最高500名ほどの小規模校として運営された。団塊の世代が卒業したあとは、350人～450人の生徒数であった。
私学にあってこの小規模ながら50年の歴史を数えた背景には、運営母体が五島育英会という大きな学校法人であるということ、卒業生の母校愛がきわめて強いこと、校長を中心とする教職員の弛まぬ努力があったことなどが窺える。
2006年、東横学園大倉山高校の新規1年生の募集が停止された。
2007年、JHP（海外に学校を作る会、小山内美江子代表）の協力のもと学校後援会と提携し、カンボジア・バタンバン州のターナッ小学校に校舎を建設贈呈し、大倉山高校の名前が刻まれた。
2008年4月1日、大倉山学園から68年、東横学園大倉山高校に発展してから半世紀50年の歴史をもって閉校し、東京都世田谷区等々力の東横学園高等学校に移転統合した。
翌2009年4月1日、武蔵工業大学と東横学園女子短期大学が統合して東京都市大学が誕生した。これに伴い、東横学園中学校・高等学校は、都市大グループの一校として東京都市大学等々力中学校・高等学校に校名変更した。東横学園大倉山高校は、東京都市大学等々力高校の前身の一つとなった。
東横学園大倉山高校の、50年間の卒業生は総数6283名であった。ヤマザクラの木が学園のシンボルとなっていた、見晴らしの良い丘の上にあった校舎は解体された。
校舎の跡地に建設された分譲マンションは、2014年度グッドデザイン賞を受賞している。

## 沿革
- 1940年、高野平により大倉山女学校として創立される。
- 1943年4月、学校法人大倉山学園の大倉山高等女学校となる。
- 1948年、大倉山女子高等学校となる。
- 1955年、学校法人大倉山学園が学校法人五島育英会に合併され、校名が「東横学園大倉山高等学校」に改称される。
- 1957年、東横学園大倉山高等学校として発足。主事正井兵次郎（後に校長）
- 2006年、東横学園大倉山高校の新規1年生募集停止。
- 2008年、東京都世田谷区にある東横学園高校に移転統合。
- 2009年、東京都市大学グループ発足（武蔵工業大学と東横学園女子短期大学が統合し5学部を擁する東京都市大学へ発展する。これに伴い東横学園中学校・高等学校は東京都市大学等々力中学校・高等学校に改名）

## 制服
制服は、冬服は紺色のシングル2ボタンのブレザー、同色のボックスプリーツ（箱ひだ）前後各2本入りのスカート。ブラウスは白。中間服として同色のシングル2ボタンのベストも用意されていた。
夏服は、白のシングル5ボタンのオーバーブラウスに、明るい灰色のボックスプリーツ前後各2本入りのスカート。夏服のブラウスは下着が透けないよう厚手の生地になっていた。
冬服・夏服を通して、襟元に赤いリボンタイを結ぶ。冬服はブレザーの胸に銀色の校章バッジを付け、夏服はブラウスのポケットに校章が紺色の糸で刺繍されていた。
東京都世田谷区等々力にある姉妹校の東横学園高校（内部では「等々力」「大倉山」と呼び分けていた）とほぼ同じ制服を採用したが、1991年4月に「等々力」がコシノヒロコのデザイナーズブランド制服にモデルチェンジした後も、「大倉山」ではこのクラシカルな制服を守り続けており、「等々力」の卒業生が「大倉山」の制服を見て学生時代を懐かしむこともあった。2011年と2012年の「等々力」での文化祭では、同窓会室にこの制服をミニチュア再現したものが展示された。

## 部活動の実績
1966年、バスケットボール部が神奈川県大会優勝、インターハイ全国大会ベスト16。監督は山口監督。この前後の数年間、神奈川県女子バスケットの強豪校として注目を浴びた。
1977年、全国高校総合文化祭書道展に神奈川県代表出品。書道指導者は佐野守正教諭（雅号佐野梨山）。このあと、1986年、1990年、2005年と全国大会に県代表が出展。県高校書道コンクールでは、2-3年に一度の割合で「県知事賞」の栄誉を受け続ける。
1988年～2005年、ダンス部が8年連続で県コンクール上位入賞を果たす。ダンス部指導者は勝倉寧子コーチ。
2007年、書道部長が国際高校生選抜書展（通称「書の甲子園」）において大賞受賞。

## 系列校
- 東横学園女子短期大学
- 東京都市大学等々力中学校・高等学校 - 旧：東横学園中学校・高等学校
  - 東京都市大学付属小学校 - 旧：東横学園小学校
  - 東京都市大学二子幼稚園 - 旧：東横学園二子幼稚園

## 卒業生
- 梅宮アンナ - モデル・タレント